# Bo Fanfang
Bo Fanfang, född 10 februari 1978, är en friidrottare från Kina. Hon deltog vid olympiska sommarspelen 2004.